# Ceratrichia
Ceratrichia är ett släkte av fjärilar. Ceratrichia ingår i familjen tjockhuvuden.

## Dottertaxa tillCeratrichia, i alfabetisk ordning[1]
- Ceratrichia argyrospila
- Ceratrichia argyrosticta
- Ceratrichia aurea
- Ceratrichia benitoensis
- Ceratrichia bonga
- Ceratrichia brunnea
- Ceratrichia camerona
- Ceratrichia charita
- Ceratrichia clara
- Ceratrichia crowleyi
- Ceratrichia enantia
- Ceratrichia enta
- Ceratrichia extensa
- Ceratrichia fasciata
- Ceratrichia fernanda
- Ceratrichia flandria
- Ceratrichia flava
- Ceratrichia guineensis
- Ceratrichia hollandi
- Ceratrichia ialemia
- Ceratrichia indeterminabilis
- Ceratrichia lewisi
- Ceratrichia limbana
- Ceratrichia mabirensis
- Ceratrichia maesseni
- Ceratrichia makomensis
- Ceratrichia mariae
- Ceratrichia medea
- Ceratrichia nothus
- Ceratrichia phocaeus
- Ceratrichia phocion
- Ceratrichia punctata
- Ceratrichia semilutea
- Ceratrichia semlikensis
- Ceratrichia tessmaniana
- Ceratrichia toroensis
- Ceratrichia ugandae
- Ceratrichia weberi
- Ceratrichia wollastoni